# Ierland op de Olympische Winterspelen 2010

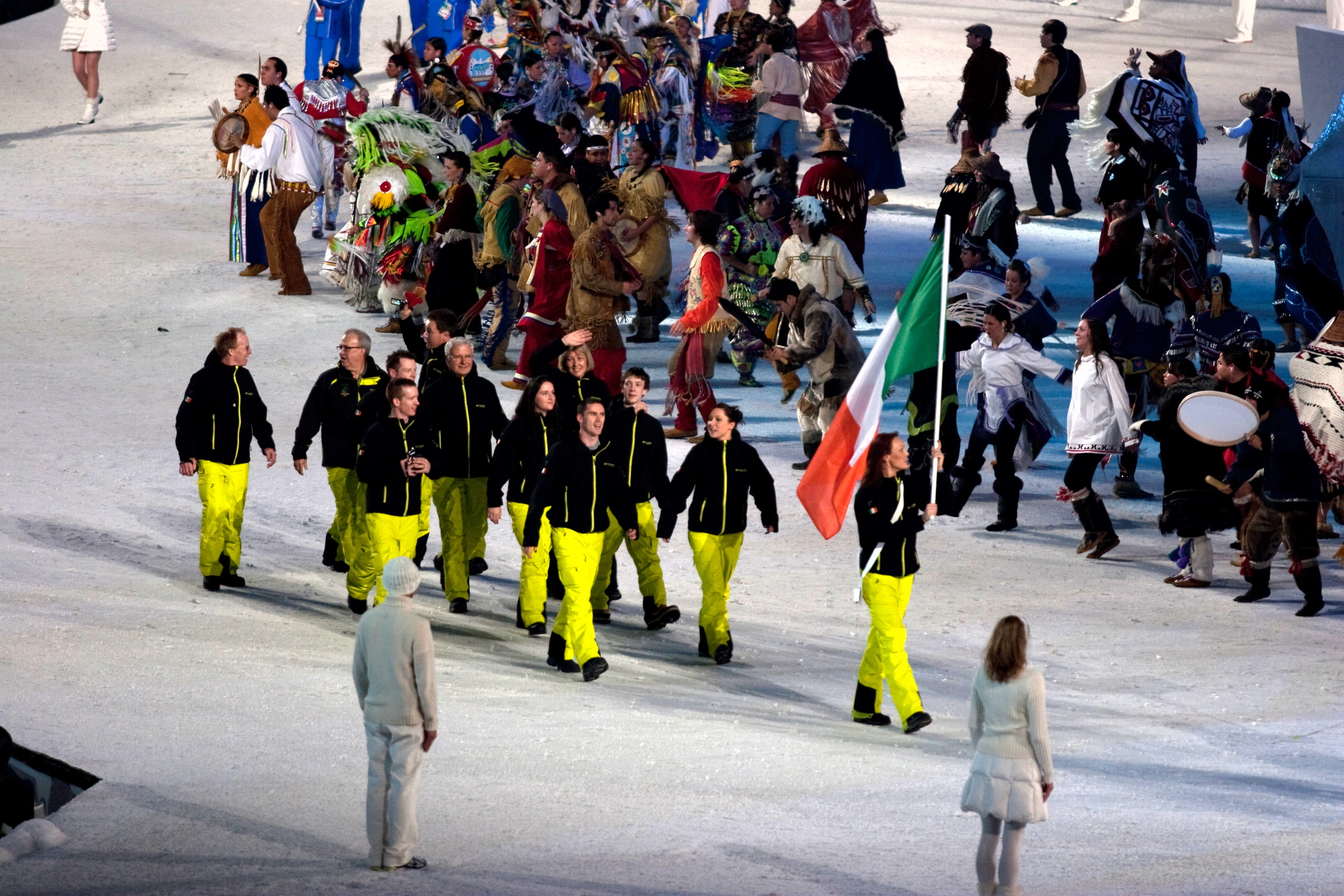
Het team van Ierland bij de opening

Tijdens de Olympische Winterspelen van 2010, die in Vancouver (Canada) werden gehouden, nam Ierland voor de vijfde keer deel aan de Winterspelen.

## Deelnemers en resultaten
(m) = mannen, (v) = vrouwen 

### Alpineskiën
| Olympiër        | Discipline       | Resultaat | Prestatie                          |
| --------------- | ---------------- | --------- | ---------------------------------- |
| Shane O Connor  | slalom (m)       | 45e       | 2.05,14 (+25,82) — 1.00,83+1.04,31 |
|                 |                  |           |                                    |
| Kirsten McGarry | reuzenslalom (v) | 50e       | 2.45,20 (+18,09) — 1.24,28+1.20,92 |
| Kirsten McGarry | slalom (v)       | dq        | diskwalificatie                    |

### Bobsleeën
| Olympiër                 | Discipline                | Resultaat | Prestatie                                       |
| ------------------------ | ------------------------- | --------- | ----------------------------------------------- |
| Aoife Hoey Claire Bergin | tweemansbob (v) Ierland I | 17e       | 3.38,84 (+6,56) (55,04 / 54,49 / 54,73 / 54,58) |

### Langlaufen
| Olympiër           | Discipline            | Resultaat | Prestatie          |
| ------------------ | --------------------- | --------- | ------------------ |
| Peter-James Barron | 15 km vrije stijl (m) | 91e       | 43.50,4 (+10.14,1) |

### Skeleton
| Olympiër        | Discipline | Resultaat | Prestatie                                                         |
| --------------- | ---------- | --------- | ----------------------------------------------------------------- |
| Patrick Shannon | mannen     | 25e       | 2.44,98 (55,18 / 55,20 / 54,60 / niet gekwalificeerd voor 4e run) |

Albanië · Algerije · Andorra · Argentinië · Armenië · Australië · Azerbeidzjan · België · Bermuda · Bosnië en Herzegovina · Brazilië · Bulgarije · Canada · Chili · China · Chinees Taipei · Colombia · Cyprus · Denemarken · Duitsland · Estland · Ethiopië · Finland · Frankrijk · Georgië · Ghana · Griekenland · Groot-Brittannië · Hongarije · Hongkong · Ierland · IJsland · India · Iran · Israël · Italië · Jamaica · Japan · Kaaimaneilanden · Kazachstan · Kirgizië · Kroatië · Letland · Libanon · Liechtenstein · Litouwen · Macedonië · Marokko · Mexico · Moldavië · Monaco · Mongolië · Montenegro · Nederland · Nepal · Nieuw-Zeeland · Noord-Korea · Noorwegen · Oekraïne · Oezbekistan · Oostenrijk · Pakistan · Peru · Polen · Portugal · Roemenië · Rusland · San Marino · Senegal · Servië · Slovenië · Slowakije · Spanje · Tadzjikistan · Tsjechië · Turkije · Verenigde Staten · Wit-Rusland · Zuid-Afrika · Zuid-Korea · Zweden · Zwitserland